# Artacama canadensis
Artacama canadensis är en ringmaskart som beskrevs av McIntosh 1915. Artacama canadensis ingår i släktet Artacama och familjen Terebellidae. Inga underarter finns listade i Catalogue of Life.